# Джойс Енелей
Джойс Енелей, Баронеса Сент-Джонс, DBE (англ. Joyce Anne Anelay, Baroness Anelay of St Johns; нар. 17 липня 1947, Лондон) — британський політик, член Консервативна партії.
6 серпня 2014 баронеса Енелей була призначена до Міністерства закордонних справ та у справах Співдружності на посаду державного міністра (тобто заступника міністра, який є за статусом членом кабінету).

## Звання
- DBE (1995)
- Баронеса (1996).